# 亜運村駅
亜運村駅（あうんそんえき）は、中華人民共和国浙江省杭州市蕭山区拾九街と亜運村路の交差点に位置する杭州地下鉄6号線の駅。

## 歴史
当初の計画では当駅は設置されていなかったが、杭州アジア競技大会選手村の建設がこの地域に決定したことを受け、新たに駅が追加設置されることになった。
- 2021年11月6日：6号線の当駅付近の区間が開通したが、当駅に関しては駅周辺がまだ工事中の状態だったため開業が見送られた[3]。
- 2023年11月6日：正式開業[4]。

## 駅構造
島式ホーム1面2線を有する地下駅。コンコースは地下1階にあり、ホームは地下3階に位置している。

### のりば
| 路線    | 方向 | 行先                           |
| ------- | ---- | ------------------------------ |
| ■ 6号線 | 下り | 桂花西路・双浦方面             |
| ■ 6号線 | 上り | 火車東站（東広場）・枸橘弄方面 |

（出典：杭州地下鉄：站内空间示意图）

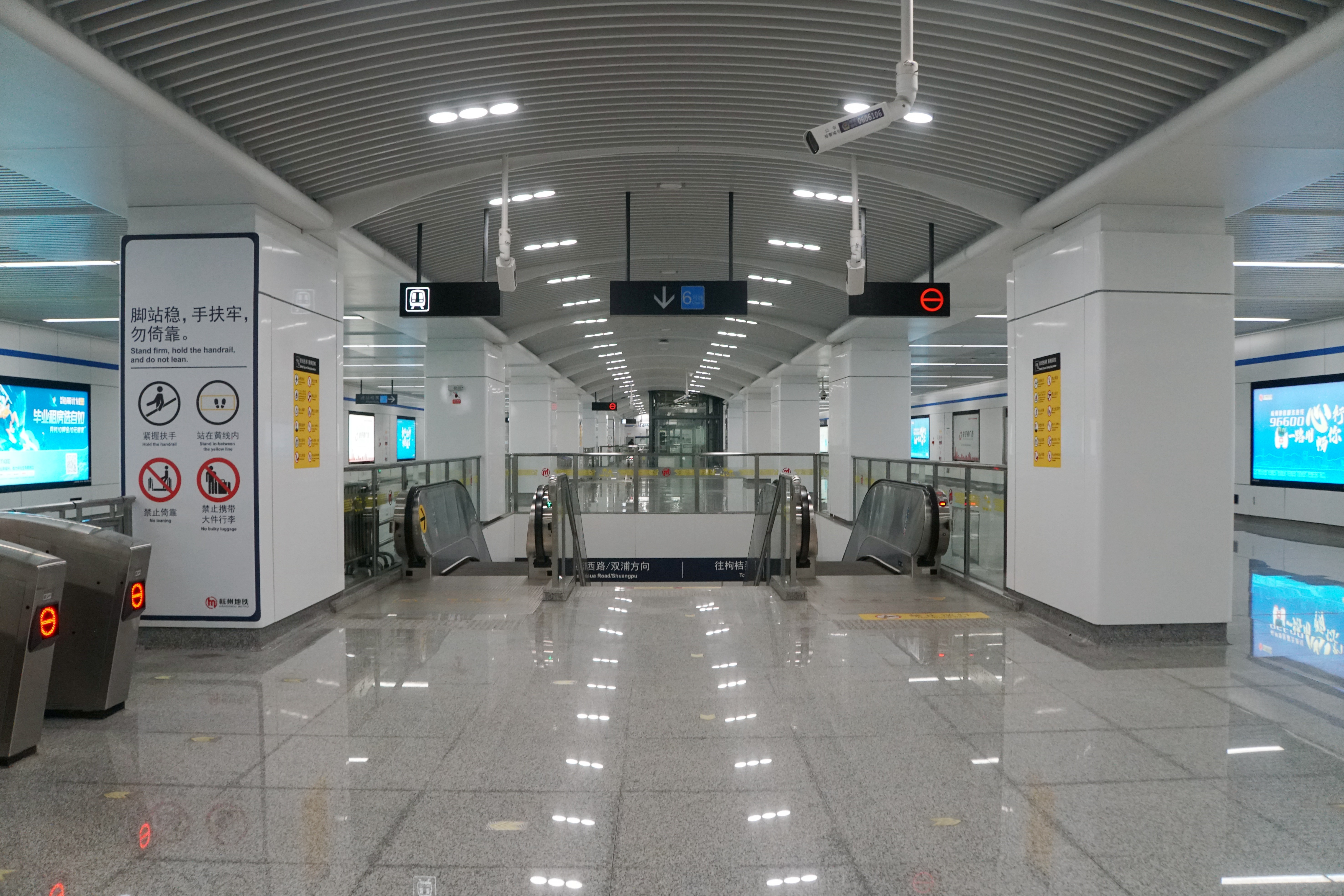
コンコース
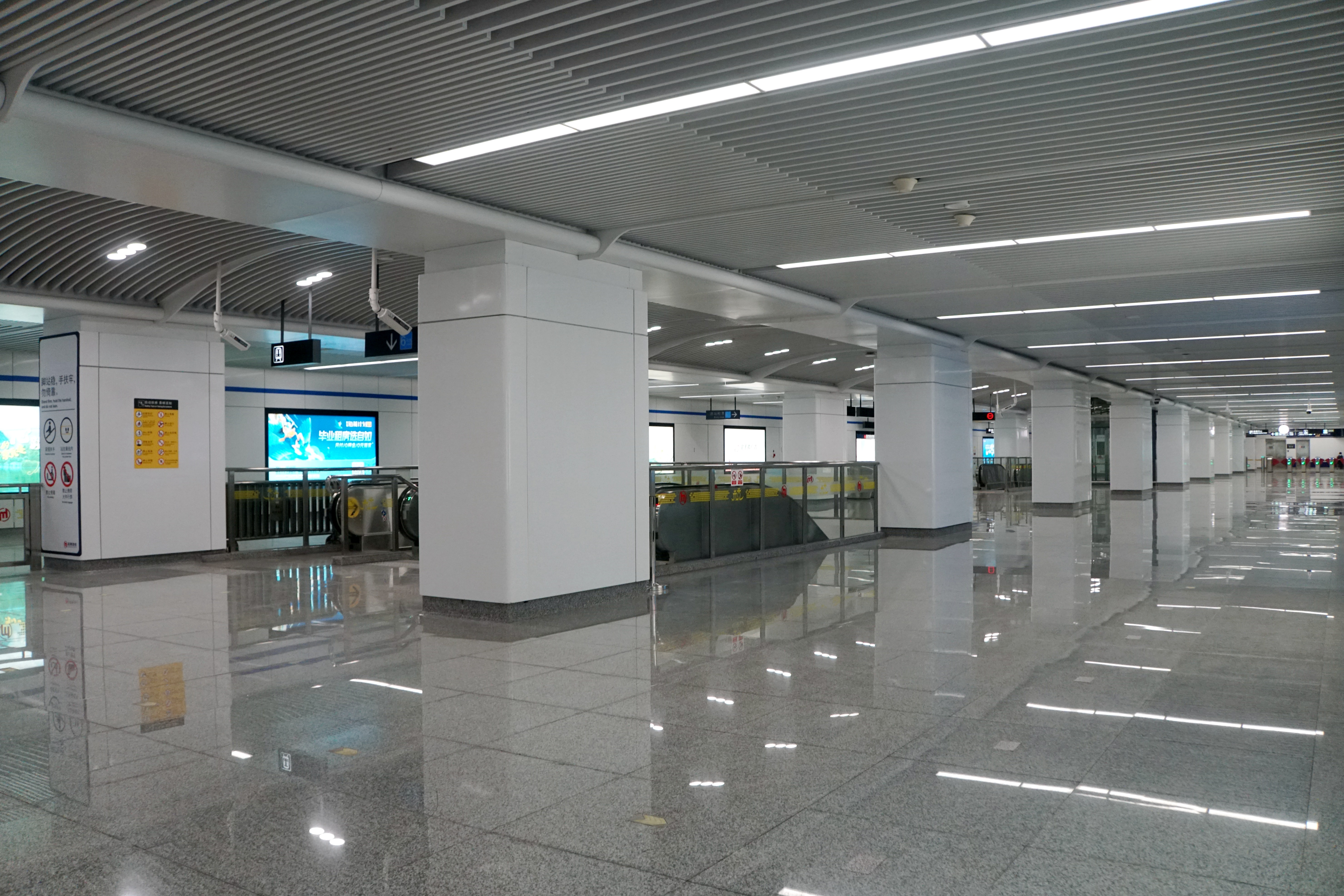
コンコース

## 駅周辺
- 寧巣美地公寓
- 亜奧中心
  - 亜奥万象天地
  - 杭州木棉花ホテル（中国語版）
- 華潤置地亜奥城

## 隣の駅
杭州地下鉄
■ 6号線
豊北駅 - 亜運村駅 - 三堡駅